# Salthill Devon FC
Salthill Devon F.C. este un club de fotbal din Galway, Irlanda. Echipa joacă meciurile de acasă pe Drom Clubhouse cu o capacitate de 2.000 de locuri. 

## Lotul curent
The first team squad is established according to their official 'A' Championship website.
| Nr. |                   | Poziție | Jucător           |
| --- | ----------------- | ------- | ----------------- |
|     | Republica Irlanda | P       | Ronan Forde       |
|     | Republica Irlanda | P       | Marty Mannion     |
|     | Republica Irlanda | F       | Brian Geraghty    |
|     | Republica Irlanda | F       | Conor Hoctor      |
|     | Republica Irlanda | F       | Sean Murphy       |
|     | Republica Irlanda | F       | Geroid O'Leidhinn |
|     | Republica Irlanda | F       | Paddy Quinlan     |
|     | Republica Irlanda | F       | James Whelan      |
|     | Republica Irlanda | M       | Sean Boyle        |
|     | Republica Irlanda | M       | Shane Browne      |

| Nr. |                   | Poziție | Jucător         |
| --- | ----------------- | ------- | --------------- |
|     | Republica Irlanda | M       | Daryl Horgan    |
|     | Republica Irlanda | M       | Luke McConnell  |
|     | Republica Irlanda | M       | Robbie Porter   |
|     | Republica Irlanda | M       | David Shovlin   |
|     | Republica Irlanda | A       | Charlie Burke   |
|     | Republica Irlanda | A       | Mikey Gilmore   |
|     | Republica Irlanda | A       | Mike Kennedy    |
|     | Polonia           | A       | Marcin Marienek |
|     | Republica Irlanda | A       | Shane Stenson   |